# Corynophyllus major
Corynophyllus major är en skalbaggsart som beskrevs av Sharp 1873. Corynophyllus major ingår i släktet Corynophyllus och familjen Dynastidae. Inga underarter finns listade i Catalogue of Life.